# Universum25
Universum25 ist eine deutsche Supergroup, die einen Crossover aus Synth Rock, Punk und Metal spielen.

## Bandgeschichte
Universum25 gründeten sich 2019 als All-Star-Projekt der Musiker Michael Robert Rhein (In Extremo), Rupert Keplinger (Eisbrecher, Antitype), Pat Prziwara (Fiddler’s Green), Gunnar Schroeder (Dritte Wahl) und Alex Schwers (Slime). Hinzu kam Produzent Jörg Umbreit. Musikalisch ist die Band ein Crossover aus den verschiedenen Stilen der Herkunftbands. So finden sich Elemente des Punk, des Synth Rock, der Neuen Deutschen Härte sowie des Metals in der Musik. Die Texte sind überwiegend politisch- und gesellschaftskritisch.
Die erste Veröffentlichung der Band war ein Musikvideo zu Der Traum ist aus von Ton Steine Scherben, einem Klassiker des deutschen alternativen Rocks, das 2022 sein 50. Jubiläum hatte. Dem Video wurde eine Triggerwarnung vorangestellt, da es diverse verstörende Bilder der Weltgeschichte zeigt, unter anderem Bilder vom Sturm auf das Kapitol in Washington 2021, den brennenden Regenwald, Naziaufmärsche, Slums und Kriegsszenen. Das selbstbetitelte Debütalbum folgte am 3. März 2023 über das Label Vertigo Records. Es erreichte Platz zehn der deutschen Albencharts. Die Tour UNIVERSUM25 – Horizont in Flammen folgte Oktober 2023 bis Januar 2024.

## Diskografie
Alben

| Jahr | Titel Musiklabel                        | Höchstplatzierung, Gesamtwochen, AuszeichnungChartsChartplatzierungen (Jahr, Titel, Musiklabel, Platzierungen, Wochen, Auszeichnungen, Anmerkungen) | Anmerkungen                        |
| Jahr | Titel Musiklabel                        | DE | Anmerkungen                        |
| ---- | --------------------------------------- | --- | ---------------------------------- |
| 2023 | Universum25 Vertigo Records / Universal | DE10 (2 Wo.)DE | Erstveröffentlichung: 3. März 2023 |